# Nevdürr Hanım
Nevdürr Hanım ( en turco otomano: نودر خانم‎ ; 1861 - 1927; que significa "el nuevo brillo" o ''Joven Resplandor'' ), conocida también como Nevdürr Kalfa, fue una concubina y posteriormente consorte del sultán Murad V del Imperio Otomano.

## Vida
El escritor de memorias turco Harun Achba en su libro "Las esposas de los sultanes:1839-1934" brinda información más completa sobre la vida de Nevdürr. Ella era georgiana de origen, nacida en 1861 en Batumi en la familia del príncipe Rustem Bey Nakashvili y su esposa Fevzie Hanim, y al nacer recibió el nombre de Shadie. Achba cree que la familia no podía hacerse cargo de la joven, por lo que a temprana edad la entregaron  al palacio del sultán. Inicialmente, la niña cayó al servicio de la madre de Murad V, Şevkefza Sultan, y mucho más tarde, después del derrocamiento del sultán, en 1880, en el palacio de Chiragan.
Nevdürr se casó con Murad en 1880 cuando ya estaba preso en el Palacio de Çırağan. Ella permaneció sin hijos. Después de reinar durante tres meses, Murad fue depuesto el 30 de agosto de 1876, debido a inestabilidad mental y fue encarcelado en el Palacio de Çırağan . Nevdürr fue enviada inicialmente al Palacio de Çırağan como Kalfa (sirviente), pero a Murad le gustó y decidió tomarla como su nueva consorte.Harun Achba señala que en los archivos otomanos, Nevdürr también aparece bajo el nombre de "Nöder" ( tur. Noder ). Además, señala que ella figuraba en los archivos otomanos como kalfa (sirvienta); Achba explica esto por el hecho de que el partido gobernante Unidad y Progreso no reconoció a las ikbals de Murad V como sus esposas para reducir el costo del salario de viuda debido a todas las esposas de los difuntos sultanes  .
Nevdürr enviudó a la muerte de Murad en 1904, después de lo cual terminó su terrible experiencia en el Palacio de Çırağan. Después de la muerte de su esposo, fue enviada a Bursa con las consortes Gevherriz Hanım, Remzşinas Hanım y Filizten Hanım durante unos años y su salario fue cancelado por el Comité de Unión y Progreso . Posteriormente se fue a vivir con su hijastra Hatice Sultan, quien pidió un salario para Nevdürr muchas veces, pero nunca se lo concedieron. Cuando Hatice Sultan se exilió en 1924, Nevdürr cayó en la pobreza total. Murió en 1927 en el distrito de Beşiktaş en Estambul.

## En literatura
- Nevdürr es un personaje de la novela histórica de Ayşe Osmanoğlu La jaula dorada en el Bósforo (2020).[8]